# Liste der Baudenkmäler in Mitwitz
Auf dieser Seite sind die Baudenkmäler in dem oberfränkischen Markt Mitwitz zusammengestellt. Diese Tabelle ist eine Teilliste der Liste der Baudenkmäler in Bayern. Grundlage ist die Bayerische Denkmalliste, die auf Basis des Bayerischen Denkmalschutzgesetzes vom 1. Oktober 1973 erstmals erstellt wurde und seither durch das Bayerische Landesamt für Denkmalpflege geführt wird. Die folgenden Angaben ersetzen nicht die rechtsverbindliche Auskunft der Denkmalschutzbehörde.

Diese Liste gibt den Fortschreibungsstand vom 18. Oktober 2024 wieder und enthält 56 Baudenkmäler.

## Baudenkmäler nach Gemeindeteilen

### Mitwitz
| Lage                                          | Objekt                                                    | Beschreibung | Akten-Nr.                        | Bild                                            |
| --------------------------------------------- | --------------------------------------------------------- | --- | -------------------------------- | ----------------------------------------------- |
| Am Grünen Tal 5 (Standort)                    | Wohnstallhaus                                             | Halbwalmdachbau, Obergeschoss und Giebel verschiefert, erste Hälfte 19. Jahrhundert | D-4-76-154-2 Wikidata            | Wohnstallhaus                                   |
| Am Grünen Tal 10 (Standort)                   | Wohnstallhaus, sogenanntes Zapfenhaus                     | Zweigeschossiger Satteldachbau mit verschiefertem Fachwerkobergeschoss, Mikwe im Gewölbekeller, frühes 19. Jahrhundert, im Kern älter Anlässlich des Tags des offenen Denkmals 2020 wurde ein 3D-Scan des Gebäudes erstellt, sodass es im Rahmen eines virtuellen Rundgangs besichtigt werden kann (siehe Weblinks). | D-4-76-154-45 Wikidata           | Wohnstallhaus, sogenanntes Zapfenhaus           |
| Burgstaller Weg 8 (Standort)                  | Wohnhaus                                                  | Erdgeschossiger, gestelzter Fachwerkbau mit Satteldach, teilverschiefert, Ende 19. Jahrhundert | D-4-76-154-50 Wikidata           | Wohnhaus                                        |
| Coburger Straße 1 (Standort)                  | Wohnstallhaus                                             | Zweigeschossiger Walmdachbau, verputzt, 18./19. Jahrhundert Stallgebäude | D-4-76-154-3 Wikidata            | Wohnstallhaus                                   |
| Coburger Straße 3 (Standort)                  | Gasthaus                                                  | Zweigeschossiger, traufständiger Satteldachbau mit Fachwerk des 17./18. Jahrhunderts | D-4-76-154-4 Wikidata            | Gasthaus                                        |
| Coburger Straße 14 (Standort)                 | Rathaus, ehemaliges Gasthaus „Zum Wilden Mann“            | Abgewalmtes Mansarddach, Fachwerkobergeschoss von 1790 | D-4-76-154-5 Wikidata            | Rathaus, ehemaliges Gasthaus „Zum Wilden Mann“  |
| Nähe Jakobsberg (Standort)                    | Gedenkkapelle für Edmund Freiherr von Würtzburg           | Sandsteinquaderbau mit Vorhalle und steilem Satteldach, nach 1915 | D-4-76-154-56 Wikidata           | Gedenkkapelle für Edmund Freiherr von Würtzburg |
| Kirchplatz 1 (Standort)                       | Evangelisches Pfarrhaus                                   | Zweigeschossiger Mansardwalmdachbau, verschiefert, 1752 | D-4-76-154-6 Wikidata            | Evangelisches Pfarrhaus                         |
| Kirchplatz 2 (Standort)                       | Evangelisch-lutherische Pfarrkirche                       | Saalbau, Langhausnordwand romanisch, Rechteckchor um 1450, Langhaus mit Satteldach 1572–1574, Ostturm mit achteckigem Aufbau 1600–1602; mit Ausstattung | D-4-76-154-7 Wikidata            | weitere Bilder                                  |
| Kirchstraße 17 (Standort)                     | Wohnhaus                                                  | Fachwerkbau, Halbwalmdach mit Zwerchhäusern, erste Hälfte 19. Jahrhundert, Erdgeschoss verändert | D-4-76-154-8 Wikidata            | Wohnhaus                                        |
| Kirchstraße 19 (Standort)                     | Wohnhaus                                                  | Zweigeschossiger Satteldachbau, 1829 | D-4-76-154-9 Wikidata            | Wohnhaus                                        |
| Kirchstraße 20 (Standort)                     | Altes Schulhaus                                           | Zweigeschossiger, zweiflügeliger Sandsteinquaderbau mit Satteldach, 1873 | D-4-76-154-10 Wikidata           | Altes Schulhaus                                 |
| Kirchstraße 22 (Standort)                     | Wohnhaus                                                  | Zweigeschossiger Mansardwalmdachbau, zweite Hälfte 18. Jahrhundert, modern verkleidet | D-4-76-154-11 Wikidata           | Wohnhaus                                        |
| Kirchstraße 24 (Standort)                     | Wohnhaus                                                  | Zweigeschossiger Mansardwalmdachbau mit Eckpilastern, zweite Hälfte 19. Jahrhundert. | D-4-76-154-12 Wikidata           | Wohnhaus                                        |
| Kronacher Straße 2 (Standort)                 | Gasthaus „Zum Steinernen Löwen“                           | Mansardwalmdachbau mit Fachwerkobergeschoss, 1818 | D-4-76-154-13 Wikidata           | Gasthaus „Zum Steinernen Löwen“                 |
| Mitwitzer Berg (Standort)                     | Brunnenstube                                              | Kleine, gemauerte Quelleinfassung über quadratischem Grundriss, Abdeckplatte mit umlaufendem Perlstab, Sandstein, klassizistisch, wohl frühes 19. Jahrhundert | D-4-76-154-58                    | weitere Bilder                                  |
| Nordwestseite des Mitwitzer Berges (Standort) | Denkmal für Lord Edmund Lyons (1790–1858)                 | Skulptur eines liegenden Löwen auf schmaler Plinthe in künstlicher Felsnische, Sandstein, 1907 | D-4-76-154-23 Wikidata           | Denkmal für Lord Edmund Lyons (1790–1858)       |
| Oberes Schloß 1 (Standort)                    | Oberes Schloss                                            | Dreigeschossiger, verputzter Walmdachbau, Mittelzone durch Säulenvorhalle, Pilaster und Attika hervorgehoben, 1713 über älterem Kern von Carlo Domenico Lucchese, Umbauten 1878 | D-4-76-154-14 Wikidata           | weitere Bilder                                  |
| Oberes Schloß 2 (Standort)                    | Kutscherhaus                                              | Halbwalmdachbau, Obergeschoss und Giebel verschiefert, erste Hälfte 19. Jahrhundert über spätmittelalterlichem Kern | D-4-76-154-15 Wikidata           | Kutscherhaus                                    |
| Unteres Schloß 1–5 (Standort)                 | Unteres Schloss                                           | Dreigeschossiger Vierflügelbau aus Sandsteinquadern, mit Satteldächern und vier Ecktürmen, von wassergefülltem Graben umgeben, 1596–1598 wohl von Daniel Engelhardt über mittelalterlichem Kern; mit Ausstattung Sandsteinbrücke, dreibogig                                                                          | D-4-76-154-20 Wikidata           | weitere Bilder                                  |
| Unteres Schloß 1–5 (Standort)                 | Unteres Schloss, Balustrade beiderseits des Kuratenhauses | Sandstein, um 1770, Skulpturen aus der Werkstatt des Adam Ferdinand Dietz | D-4-76-154-21 Wikidata           | weitere Bilder                                  |
| Unteres Schloß 1–5 (Standort)                 | Unteres Schloss, ehemaliges Kuratenhaus                   | Satteldachbau, Obergeschoss Fachwerk, im Kern 18. Jahrhundert | D-4-76-154-19 Wikidata           | weitere Bilder                                  |
| Unteres Schloß 1–5 (Standort)                 | Unteres Schloss, ehemaliges Stallgebäude                  | Langgestreckter Satteldachbau, im Kern spätmittelalterlich, dazugehörig Verbindungsbau und Stadel, Sandsteinquaderbau, Satteldach mit Walm und Krüppelwalm, im Kern spätmittelalterlich | D-4-76-154-18 Wikidata           | weitere Bilder                                  |
| Unteres Schloß 1–5 (Standort)                 | Unteres Schloss, Teehaus                                  | Erdgeschossiger Sandsteinquaderbau mit Walmdach, 19. Jahrhundert | D-4-76-154-22 Wikidata           | weitere Bilder                                  |
| Unteres Schloß 1–5 (Standort)                 | Unteres Schloss, Torbau                                   | Abgewinkelter Sandsteinquaderbau mit hofseitigen Pfeilerarkaden im Obergeschoss und Satteldach, 1609 unter Verwendung spätmittelalterlicher Teile | D-4-76-154-16 Wikidata           | weitere Bilder                                  |
| Unteres Schloß 1–5 (Standort)                 | Unteres Schloss, Wachhaus                                 | Dreigeschossiger spätmittelalterlicher Sandsteinquaderbau mit Satteldach, Ergänzungen 1628 und 19. Jahrhundert | D-4-76-154-16 zugehörig Wikidata | weitere Bilder                                  |
| Unteres Schloß 1–5 (Standort)                 | Unteres Schloss, Verwalterbau                             | Zweigeschossiger Sandsteinquaderbau mit Eckturm und Satteldach, frühes 17. Jahrhundert | D-4-76-154-17 Wikidata           | weitere Bilder                                  |

### Burgstall
| Lage | Objekt                                  | Beschreibung | Akten-Nr.              | Bild                                    |
| --- | --------------------------------------- | --- | ---------------------- | --------------------------------------- |
| Garnrocken; Holzabführweg durch das Schwarzholz; Zeyern (Standort)                                                                                                  | Sieben Grenzsteine                      | Sandstein, 1749 | D-4-76-146-76 Wikidata | Sieben Grenzsteine                      |
| Zeyern; Schwarzholz; 2 km nördlich des Ortes am Zusammenschluss der Gemeindegrenzen Schmölz-Theisenort-Burgstall, daran gegen Westen anschließende Reihe (Standort) | 17 Grenzsteine                          | Sandstein, 1749 Bezeichnungen je nach Standort und Versteinungsjahr: VWM (= von Würtzburg-Mitwitz), VRT (= von Redwitz-Theisenort), VRS (= von Redwitz-Schmölz), VRSE (= von Redwitz-Schmölz-Egloffstein), SHH (= Sachsen-Hildburghausen [Amt Sonnefeld]); 1749, 1747; teilweise mit Wappenreliefs | D-4-76-146-65 Wikidata | 17 Grenzsteine                          |
| Leutendorfer Forst, am Schluss genannter Reihe (D-4-76-146-65) (Standort)                                                                                           | Grenzstein, sogenannter Dreiherrenstein | Sandstein, 1749 Dreiseitiger Sandstein am Zusammenschluss der Gemarkungsgrenzen von Schmölz, Burgstall und Leutendorf mit Wappenreliefs und den Bezeichnungen VRS (= von Redwitz-Schmölz), VWM (= von Würtzburg-Mitwitz) und SHH (= Sachsen-Hildburghausen) sowie der Jahreszahl 1749              | D-4-76-146-66 Wikidata | Grenzstein, sogenannter Dreiherrenstein |
| Leutendorfer Forst, südwestlich des Ortes (Standort) | Grenzstein                              | Sandstein, 1753 | D-4-76-154-26 Wikidata | Grenzstein                              |

### Häusles
| Lage                          | Objekt                                         | Beschreibung    | Akten-Nr.              | Bild                                           |
| ----------------------------- | ---------------------------------------------- | --------------- | ---------------------- | ---------------------------------------------- |
| Leutendorfer Forst (Standort) | Vier Grenzsteine der Gemeindegrenze Leutendorf | Sandstein, 1753 | D-4-76-154-24 Wikidata | Vier Grenzsteine der Gemeindegrenze Leutendorf |
| Schwand (Standort)            | Fünf Grenzsteine der Gemeindegrenze Horb       | Sandstein, 1732 | D-4-76-154-25 Wikidata | Fünf Grenzsteine der Gemeindegrenze Horb       |

### Hof an der Steinach
| Lage                      | Objekt                          | Beschreibung | Akten-Nr.              | Bild                            |
| ------------------------- | ------------------------------- | --- | ---------------------- | ------------------------------- |
| Hof 2 (Standort)          | Ehemaliges Eisenbahner-Wohnhaus | Zweigeschossiger Halbwalmdachbau mit Zwerchgiebeln und Erkern, verputzt, 1922 | D-4-76-154-1 Wikidata  | Ehemaliges Eisenbahner-Wohnhaus |
| Hof 35 (Standort)         | Gasthof Schwämmlein             | Satteldachbau, Obergeschoss und Giebel verschiefert, 18./19. Jahrhundert | D-4-76-154-28 Wikidata | Gasthof Schwämmlein             |
| Schleifmühle 1 (Standort) | Mühle                           | Zweigeschossiger Mansardhalbwalmdachbau, Fachwerk, 18. Jahrhundert, Verschieferung bezeichnet „1896“, Haustür 18. Jahrhundert Massive Nebengebäude und Steinachbrücke, Mitte 19. Jahrhundert | D-4-76-154-29 Wikidata | Mühle                           |
| Steinach 52 (Standort)    | Ehemaliges Eisenbahner-Wohnhaus | Zweigeschossiger Halbwalmdachbau mit Zwerchgiebeln und Erkern, 1922 | D-4-76-154-49 Wikidata | Ehemaliges Eisenbahner-Wohnhaus |

### Horb an der Steinach
| Lage                                                                   | Objekt                    | Beschreibung | Akten-Nr.                        | Bild                      |
| ---------------------------------------------------------------------- | ------------------------- | --- | -------------------------------- | ------------------------- |
| Horb 3 (Standort)                                                      | Backhaus                  | Sandsteinquader und Fachwerk, Satteldach, 19. Jahrhundert | D-4-76-154-51 Wikidata           | weitere Bilder            |
| Horb 5 (Standort)                                                      | Gemeindehaus              | Zweigeschossiger Massivbau, verputzt, Satteldach mit Dachreiter, 1949 | D-4-76-154-52 Wikidata           | Gemeindehaus              |
| Horb 7 (Standort)                                                      | Wohnstallhaus             | Obergeschoss Fachwerk, mit Halbwalmdach und Verschieferung, wohl erste Hälfte 19. Jahrhundert | D-4-76-154-31 Wikidata           | Wohnstallhaus             |
| Horb 11 (Standort)                                                     | Horber Mühle              | Fachwerkbau mit steilem Satteldach, Obergeschoss und Giebel Verschieferung mit Weißmalerei, erbaut 1718, erneuert 1847; mit Backofen im Haus und technischer Ausstattung; am Mühlwehr Aalbrutleiter | D-4-76-154-30 Wikidata           | Horber Mühle              |
| Horb 24 (Standort)                                                     | Wohnstallhaus             | Zweigeschossiger Satteldachbau, verschiefert, Mitte 18. Jahrhundert, Stallteil, bezeichnet „1864“                                                                                                   | D-4-76-154-53 Wikidata           | Wohnstallhaus             |
| 500 Meter hinter dem Ortsrand am Kohlgraben nach Leutendorf (Standort) | Ruhstein                  | Sandstein, bezeichnet „1690“ | D-4-76-154-46 Wikidata           | Ruhstein                  |
| 520 Meter hinter dem Ortsrand am Kohlgraben nach Leutendorf (Standort) | Zehntstein und Grenzstein | Zehntstein bezeichnet „1608“ | D-4-76-154-46 zugehörig Wikidata | Zehntstein und Grenzstein |

### Kaltenbrunn
| Lage                     | Objekt        | Beschreibung                                                                          | Akten-Nr.              | Bild          |
| ------------------------ | ------------- | ------------------------------------------------------------------------------------- | ---------------------- | ------------- |
| Kaltenbrunn 4 (Standort) | Wohnstallhaus | Fachwerkobergeschoss und Giebel verschiefert, Satteldach, im Kern 17./18. Jahrhundert | D-4-76-154-32 Wikidata | Wohnstallhaus |

### Leutendorf
| Lage                     | Objekt        | Beschreibung                                                                                   | Akten-Nr.              | Bild          |
| ------------------------ | ------------- | ---------------------------------------------------------------------------------------------- | ---------------------- | ------------- |
| Leutendorf 29 (Standort) | Wohnstallhaus | Zweigeschossiger Satteldachbau, durchgehende Verschieferung mit Weißmalerei, bezeichnet „1866“ | D-4-76-154-34 Wikidata | Wohnstallhaus |
| Leutendorf 33 (Standort) | Dorfbrunnen   | Gusseiserne Brunnensäule mit genietetem Brunnenbecken, zweite Hälfte 19. Jahrhundert           | D-4-76-154-35 Wikidata | Dorfbrunnen   |

### Neubau
| Lage                | Objekt    | Beschreibung                                                                                 | Akten-Nr.              | Bild      |
| ------------------- | --------- | -------------------------------------------------------------------------------------------- | ---------------------- | --------- |
| Neubau 1 (Standort) | Forsthaus | Fachwerkbau mit Satteldach, Obergeschoss und Giebel verschiefert, 17./18. Jahrhundert        | D-4-76-154-36 Wikidata | Forsthaus |
| Neubau 3 (Standort) | Forsthaus | Erdgeschossiger Satteldachbau mit Zwerchhaus, teilweise Blockbau, verschiefert, wohl um 1800 | D-4-76-154-37 Wikidata | Forsthaus |

### Neundorf
| Lage                       | Objekt                                                    | Beschreibung | Akten-Nr.                        | Bild                                                      |
| -------------------------- | --------------------------------------------------------- | --- | -------------------------------- | --------------------------------------------------------- |
| Neundorf 8 (Standort)      | Wohnstallhaus                                             | Zweigeschossiger, giebelständiger Satteldachbau, verschiefert, wohl 18. Jahrhundert | D-4-76-154-38 Wikidata           | Wohnstallhaus                                             |
| Neundorf 10 (Standort)     | Wohnstallhaus                                             | Zweigeschossiger, giebelständiger Satteldachbau, verschiefert mit Malereien, 18./19. Jahrhundert                                                                                                 | D-4-76-154-39 Wikidata           | Wohnstallhaus                                             |
| Neundorf 12 (Standort)     | Wohnstallhaus                                             | Zweigeschossiger, giebelständiger Satteldachbau, verschiefert, 18./19. Jahrhundert | D-4-76-154-40 Wikidata           | Wohnstallhaus                                             |
| Vor Neundorf 12 (Standort) | Brunnenbecken                                             | Sandstein, 18. Jahrhundert | D-4-76-154-41 Wikidata           | Brunnenbecken                                             |
| Neundorf 37/41 (Standort)  | Brauerei Frankenbräu                                      | Mälz- und Sudhaus, fünfgeschossiger Turmbau mit abgerundeter Hofecke, Neue Sachlichkeit, 1935; mit technischer Ausstattung Portal des Wohnhauses, barockisierender Jugendstil, bezeichnet „1908“ | D-4-76-154-47 Wikidata           | weitere Bilder                                            |
| Neundorf 44 (Standort)     | Ehemalige Gaststätte Frankenbräu                          | Satteldachbau mit Zwerchhaus, Fachwerkobergeschoss, Schankraum mit Ausstattung, um 1900 | D-4-76-154-48 Wikidata           | Ehemalige Gaststätte Frankenbräu                          |
| Neundorf 44 (Standort)     | Ehemalige Gaststätte Frankenbräu, Tanzsaal und Kellerhaus | Erdgeschossiger Satteldachbau, verputzt | D-4-76-154-48 zugehörig Wikidata | Ehemalige Gaststätte Frankenbräu, Tanzsaal und Kellerhaus |

### Schwärzdorf
| Lage                      | Objekt          | Beschreibung | Akten-Nr.              | Bild            |
| ------------------------- | --------------- | --- | ---------------------- | --------------- |
| Schwärzdorf 10 (Standort) | Kleinbauernhaus | Erdgeschossiger, traufständiger Satteldachbau, mit handgestrichenen Krempziegeln, massiv und verputzt, bezeichnet „1837“ | D-4-76-154-42 Wikidata | Kleinbauernhaus |
| Schwärzdorf 19 (Standort) | Gasthaus        | Zweigeschossiger, giebelständiger Satteldachbau, Fachwerk, wohl Ende 18. Jahrhundert                                     | D-4-76-154-43 Wikidata | Gasthaus        |

### Steinach an der Steinach
| Lage                    | Objekt         | Beschreibung                                                                                                | Akten-Nr.              | Bild           |
| ----------------------- | -------------- | --- | ---------------------- | -------------- |
| Steinach 7/9 (Standort) | Doppelwohnhaus | Zweigeschossiger Satteldachbau mit Dreiecksgiebel und Verschieferung, spätklassizistisch, bezeichnet „1868“ | D-4-76-154-44 Wikidata | Doppelwohnhaus |

## Ehemalige Baudenkmäler
In diesem Abschnitt sind Objekte aufgeführt, die früher einmal in der Denkmalliste eingetragen waren, jetzt aber nicht mehr. Objekte, die in anderem Zusammenhang also z. B. als Teil eines Baudenkmals weiter eingetragen sind, sollen hier nicht aufgeführt werden. Aktennummern in diesem Abschnitt sind ehemalige, jetzt nicht mehr gültige Aktennummern.
| Lage                                  | Objekt        | Beschreibung                                                    | Akten-Nr. | Bild |
| ------------------------------------- | ------------- | --------------------------------------------------------------- | --------- | ---- |
| Schwärzdorf Schwärzdorf 25 (Standort) | Wohnstallhaus | Mit verschiefertem Blockbauobergeschoss, 18./19. Jahrhundert    |           | BW   |
| Schwärzdorf Schwärzdorf 29 (Standort) | Wohnstallhaus | Verschiefertes Obergeschoss, wohl Blockbau, 18./19. Jahrhundert |           | BW   |

## Abgegangene Baudenkmäler
In diesem Abschnitt sind Objekte aufgeführt, die früher einmal in der Denkmalliste eingetragen waren, jetzt aber nicht mehr existieren, z. B. weil sie abgebrochen wurden. Aktennummern in diesem Abschnitt sind ehemalige, jetzt nicht mehr gültige Aktennummern.
| Lage                                           | Objekt       | Beschreibung | Akten-Nr. | Bild |
| ---------------------------------------------- | ------------ | --- | --------- | ---- |
| Kaltenbrunn Müßweg 3 (Standort)                | Wohnstallbau | Mit Satteldach, bezeichnet „1840“ |           | BW   |
| Hof an der Steinach Bahnhofstraße 5 (Standort) | Bahnhof      | Ehemaliges Empfangsgebäude der Bahnstrecke Ebersdorf b.Coburg–Neustadt b.Coburg (Steinachtalbahn), Gruppenbau im Sinne des spätjugendstiligen Heimatstils, 1922 Zugehöriger Schuppen Bereits im Abbruch befindlich, wurde das Gebäude in der Nacht des 12. Oktober 2010 durch einen Brand vollständig zerstört |           | BW   |